# Tower Heist
Tower Heist is een Amerikaanse komische misdaadfilm uit 2011 met in de hoofdrollen onder meer Ben Stiller, Eddie Murphy en Casey Affleck.

## Verhaal
Josh Kovaks (Ben Stiller) is beheerder van een appartementengebouw op Columbus Circle in New York. Hij en enkele van zijn medewerkers hebben onder meer hun pensioentegoeden laten investeren door huurder Arthur Shaw (Alda), die echter aan het begin van de film wordt gearresteerd op verdenking van ponzifraude. Kovaks en de andere gedupeerden besluiten Shaw terug te pakken door de 20 miljoen dollar die hij in zijn appartement zou bewaren te stelen.

## Rolverdeling
- Ben Stiller als Josh Kovaks / Mr. K
- Eddie Murphy als Slide
- Alan Alda als Arthur Shaw
- Casey Affleck als Charlie Gibbs
- Matthew Broderick als Mr. "Fitz" Fitzhugh
- Téa Leoni als Claire Denham
- Michael Peña als Enrique Dev'reaux
- Gabourey Sidibe als Odessa Montero
- Stephen Henderson als Lester
- Judd Hirsch als Mr. Simon

## Release
De film ging in première op 24 oktober 2011 in het Ziegfeld Theatre in Midtown Manhattan, New York.